# Ortucchio
Ortucchio es una comuna italiana de 1.958 habitantes de la provincia de L'Aquila en Abruzzo. Forma parte de la comunidad montañes del valle de Giovenco. Ortucchio fue el epicentro del terrible terremoto de la Marsica producido el 13 de enero de 1915, pero de todas las comunidades la más afectada fue Avezzano.

## Personalidades de Ortucchio
- Umberto Scalia, miembro del Partido Comunista Italiano.
- Giovanni da Ortucchio, científico.
- Antonio Gatti, escritor.

## Evolución demográfica
| Gráfica de evolución demográfica de Ortucchio entre 1861 y 2001 |
|                                                                 |
| Fuente ISTAT - Gráfica elaborada por Wikipedia                  |